# Boris Rauschenbach
Boris Wiktorowicz Rauschenbach (ros. Борис Викторович Раушенбах, ur. 5 stycznia?/18 stycznia 1915 w Piotrogrodzie, zm. 27 marca 2001 w Moskwie) – radziecki fizyk, inżynier i konstruktor rakiet.

## Życiorys
Był narodowości niemieckiej. Od 1932 studiował w Leningradzkim Instytucie Inżynierów Lotnictwa Cywilnego, podczas prób w Koktebelu poznał Siergieja Korolowa, w 1937 przeniósł się do Moskwy, gdzie pracował w Rakietowym Instytucie Naukowo-Badawczym, który w 1941 został ewakuowany do Swierdłowska. W marcu 1942 wraz z innymi radzieckimi Niemcami został wysłany do obozu pracy w Niżnym Tagile, w którym przebywał do końca 1945. Pozwolono mu wrócić do Moskwy w 1948, po czym podjął pracę w Instytucie Naukowo-Badawczym-1 Ministerstwa Przemysłu Lotniczego ZSRR (w 1960 przemianowanego na OKB-1) u Mstisława Kiełdysza, w 1949 obronił pracę kandydacką, a w 1958 doktorską, w latach 1974–1978 był zastępcą szefa kompleksu Centralnego Biura Konstruktorskiego Inżynierii Eksperymentalnej (CKBEM). W połowie lat 50. zaczął zajmować się teorią zarządzania lotami kosmicznymi, zwłaszcza orientacją statku kosmicznego w locie. W 1960 brał aktywny udział w przygotowywaniu pierwszego lotu człowieka w kosmos. W 1959 został profesorem, a w 1978 kierownikiem katedry mechaniki teoretycznej Moskiewskiego Instytutu Fizyczno-Technicznego. 1 lipca 1966 został członkiem korespondentem, a 26 grudnia 1984 członkiem rzeczywistym Akademii Nauk ZSRR, w 1974 uzyskał członkostwo Międzynarodowej Akademii Astronautyki. Został pochowany na Cmentarzu Nowodziewiczym.

## Odznaczenia i nagrody
- Medal Sierp i Młot Bohatera Pracy Socjalistycznej (9 października 1990)
- Order Lenina (dwukrotnie – 17 czerwca 1961 i 9 października 1990)
- Order „Znak Honoru” (17 września 1975)
- Nagroda Leninowska (1960)

I medale.